# Edgardo Bazzini
Edgardo Bazzini (Golese, 22 febbraio 1893 – Milano, 11 marzo 1969) è stato un imprenditore italiano, presidente della Roma dal 1941 al 1944 ed il primo ad aver conquistato lo scudetto.

## Biografia
Figlio di Luigi e Cocconcelli Cesira,.
Bazzini fu, durante il Ventennio fascista un importante funzionario dell'Agip e, sembra, amico personale di Ettore Muti.. Nel dopo guerra fu un imprenditore nel campo delle ricerche petrolifiche..
Bazzini è ricordato anche per essere stato il primo presidente ad aver condotto la Associazione Sportiva Roma allo scudetto, nella stagione 1941-42. All'inizio fu accolto dagli sportivi della A.S. Roma con una certa diffidenza riguardo alle sue capacità come dirigente calcistico. Invece dopo la sua decisione di acquistare Renato Cappellini dal Napoli, Edmondo Mornese dal Novara e Sergio Andreoli dal Perugia, la squadra conquistò, con l'allenatore Alfréd Schaffer, il suo primo titolo nazionale.